# Ariadne taeniata
Ariadne taeniata är en fjärilsart som beskrevs av Felder 1861. Ariadne taeniata ingår i släktet Ariadne och familjen praktfjärilar. Inga underarter finns listade i Catalogue of Life.